# مانفرد هلمن
مانفرد هلمن (انگلیسی: Manfred Hellmann؛ زادهٔ ۱۶ اوت ۱۹۶۲) بازیکن فوتبال اهل آلمان است.
از باشگاه‌هایی که در آن بازی کرده‌است می‌توان به باشگاه فوتبال بلاو-وایس ۹۰ برلین و باشگاه فوتبال اوردینگن ۰۵ اشاره کرد.